# Brauner Maki
Der Braune Maki (Eulemur fulvus) ist eine Primatenart aus der Familie der Gewöhnlichen Makis (Lemuridae) innerhalb der Lemuren (Lemuriformes). Der Sanford-Maki, der Rote Maki, der Rotstirnmaki, der Weißkopfmaki, der Weißkragenmaki und der Halsbandmaki, die früher allesamt als seine Unterarten klassifiziert wurden, gelten heute als selbständige Arten.

## Merkmale
Im Gegensatz zu den meisten anderen Arten der Großen Makis sind bei den Braunen Makis die Geschlechter annähernd gleich gefärbt. Das Fell ist an der Oberseite einheitlich grau oder graubraun, die Unterseite ist grauer und heller. Das Gesicht, die langgestreckte Schnauze und die Oberseite des Kopfes sind schwarz, bei den Weibchen allerdings etwas heller. Die Augenbrauen und die Büschel um die Ohren sind etwas heller gefärbt, die Augen sind orange-rot. Diese Tiere erreichen eine Kopfrumpflänge von 43 bis 50 Zentimetern, der lange, am Ende buschige Schwanz misst 42 bis 51 Zentimeter. Das Gewicht dieser Tiere beträgt 2 bis 3 Kilogramm.

## Verbreitung und Lebensraum

Verbreitungsgebiet des Braunen Maki

Braune Makis leben in den nördlichen und östlichen Regionen Madagaskars, eine eingeführte Population bewohnt daneben die Insel Mayotte. Auf Madagaskar ist ihr Verbreitungsgebiet heute in drei große Teile aufgespalten: eine Population im Osten, die vorwiegend in Regenwäldern vorkommt, eine im Nordwesten nördlich des Flusses Betsiboka und eine im Norden in der Region Sambirano. Im Westen und Norden sind trockene Laubwälder ihr Lebensraum. Kleine Populationen in Waldfragmenten zwischen den großen Lebensräumen deuten darauf hin, dass ihr Verbreitungsgebiet früher zusammenhängend war.

## Lebensweise
Diese Primaten sind Baumbewohner, die kaum auf den Boden kommen. Sie sind kathemeral, das heißt, sie können sowohl am Tag als auch in der Nacht aktiv sein. Der Grad ihrer Nachtaktivität hängt vom Mondstand ab, in mondhellen Nächten sind sie aktiver. Sie leben in Gruppen von 3 bis 12 (durchschnittlich 8 bis 9) Tieren, die Gruppen setzen sich aus mehreren ausgewachsenen Männchen und Weibchen sowie den Jungtieren zusammen. Auf Mayotte sind die Gruppen größer, hier wurde eine Gruppe von 29 Tieren beobachtet. Innerhalb einer Gruppe gibt es keine erkennbare Rangordnung. Die Größe der Reviere hängt stark vom Lebensraum ab und variiert von 7 bis 20 Hektar.
Ihre Nahrung besteht aus Blättern, Knospen, Blüten und Früchten, manchmal auch aus Insekten. Die Zusammensetzung der Nahrung variiert und hängt vom Lebensraum und von der Jahreszeit ab.
Die Paarung erfolgt im Mai oder Juni, nach einer rund 120-tägigen Tragzeit bringt das Weibchen im September oder Oktober üblicherweise ein einzelnes Jungtier zur Welt, manchmal auch Zwillinge. Die Jungtiere werden nach vier bis fünf Monaten entwöhnt und mit rund eineinhalb Jahren geschlechtsreif.

## Bedrohung
Zu den Hauptgefahren der Braunen Makis zählt die Zerstörung ihres Lebensraums durch Brandrodung und Abholzung sowie die Bejagung. Die IUCN schätzt, dass die Gesamtpopulation in den letzten 24 Jahren (drei Generationen) um 20 bis 25 Prozent zurückgegangen ist und listet die Art als „gering gefährdet“ (near threatened).
In Deutschland wird die Art in Tierparks in Nürnberg und Wolgast gehalten.